# Jude Agada
Jude Agada (ur. 22 października 1965) – nigeryjski piłkarz grający na pozycji obrońcy. W swojej karierze rozegrał 2 mecze i strzelił 1 gola w reprezentacji Nigerii.

## Kariera klubowa
W swojej karierze piłkarskiej Agada grał w klubie Enugu Rangers.

## Kariera reprezentacyjna
W reprezentacji Nigerii Agada zadebiutował 4 stycznia 1987 w zremisowanym 0:0 meczu Igrzysk Afrykańskich 1987 z Wybrzeżem Kości Słoniowej, rozegranym w Lagos. W 1988 roku wziął udział w Igrzyskach Olimpijskich w Seulu. Od 1987 do 1989 rozegrał w kadrze narodowej 2 mecze i strzelił 1 gola.